# Ustrój polityczny Kamerunu
Ustrój polityczny Kamerunu można określić jako republikę demokratyczną z wielopartyjnym systemem prezydenckim. Konstytucja została uchwalona w 1972, a ostatnio znowelizowana w 1995. Organem władzy ustawodawczej jest wybierane w wyborach powszechnych jednoizbowe Zgromadzenie Narodowe o kadencji 5-letniej, liczące 180 deputowanych, którzy obradują trzy razy w roku. Głową państwa jest prezydent wybierany w wyborach powszechnych na 7 lat. Prezydent posiada znaczne uprawnienia: może bez konsultacji ze Zgromadzeniem Narodowym powoływać i odwoływać członków rządu, sędziów, szefów państwowych firm itp. zatwierdzać i wetować ustawy. Poprawka do konstytucji z 1995 przewiduje utworzenie stuosobowego senatu, ale jak dotychczas nie został on utworzony. Władzę wykonawczą sprawuje rząd, na którego czele stoi premier mianowany przez prezydenta.